# SLIP
SLIP (Serial Line Internet Protocol) — устаревший сетевой протокол канального уровня эталонной сетевой модели OSI для доступа к сетям стека TCP/IP через низкоскоростные линии связи путём простой инкапсуляции IP-пакетов. Используются коммутируемые соединения через последовательные порты для соединений клиент-сервер типа точка-точка. В настоящее время вместо него используют более совершенный протокол PPP.

## История
SLIP был разработан в начале 80-х компанией 3COM. Протокол начал быстро распространяться после включения в ОС Berkeley Unix 4.2 Риком Адамсом (Rick Adams) в 1984, так как благодаря ему стало возможным подключение к Интернет через последовательный COM-порт, имевшийся на большинстве компьютеров. Ввиду своей простоты сейчас используется в микроконтроллерах.

## Принципы работы
- Для установления связи необходимо заранее задать IP-адреса, так как в протоколе SLIP нет системы обмена адресной информацией.
- В принимаемом потоке бит SLIP позволяет определить признаки начала и конца пакета IP. По этим признакам SLIP собирает полноценные пакеты IP и передаёт верхнему уровню. При отправлении IP-пакетов происходит обратная операция — они переформатируются и посимвольно отправляются получателю через последовательную линию.
- Для передачи необходимо использовать конкретную конфигурацию UART: 8 бит данных (8 data bits), без контроля четности (no parity), аппаратное управление каналом передачи (EIA hardware flow control) или трёхпроводный нуль-модемный кабель (3-wire null-modem — CLOCAL mode).

## Структура кадра
Так как передача данных в последовательных асинхронных линиях связи байт-ориентированная, сначала IP-пакет разбивается на байты (октеты). Границей SLIP-кадра является уникальный флаг END (0xC0). Уникальность этого флага поддерживается байт-стаффингом (byte stuffing) внутри кадра с ESC-последовательностью 0xDB, причём байт END (0xС0) заменяется последовательностью (0xDB, 0xDC), а байт ESC (0xDB) — последовательностью (0xDB, 0xDD).

## Недостатки
- Нет возможности обмениваться адресной информацией — необходимость предустановки IP-адресов.
- Отсутствие индикации типа инкапсулируемого протокола — возможно использование только IP.
- Не предусмотрена коррекция ошибок — необходимо выполнять на верхних уровнях, рекомендуется использовать протокол TCP.
- Высокая избыточность — из-за использования стартовых и стоповых битов при асинхронной передаче (+20 %), передачи в каждом SLIP-кадре полного IP-заголовка (+20 байт) и полных заголовков верхних уровней, байт-стаффинга.
- В некоторых реализациях протокола максимальный размер кадра ограничен 1006 байтами для достижения обратной совместимости с реализацией в Berkeley Unix.

## CSLIP
Сетевой протокол CSLIP (Compressed SLIP) — немного усовершенствованный Ван Якобсоном (Van Jacobsen из Lawrence Berkeley Labs) протокол SLIP. Изменения коснулись сжатия IP-заголовков и TCP-заголовков. 40 байт этих двух заголовков могут сжиматься до 3-5 байт. CSLIP даёт заметный выигрыш против SLIP только при использовании небольших пакетов и хороших линий связи, так как при необходимости повтора передачи в CSLIP заново переданы будут все пакеты, вплоть до последнего переданного несжатого, против одного пакета в SLIP.